# Ottumwa (Iowa)
Ottumwa es una ciudad ubicada en el condado de Wapello en el estado estadounidense de Iowa. En el Censo de 2010 tenía una población de 25,023 habitantes y una densidad poblacional de 584,48 personas por km².

## Geografía
Ottumwa se encuentra ubicada en las coordenadas 41°1′20″N 92°25′24″O / 41.02222, -92.42333. Según la Oficina del Censo de los Estados Unidos, Ottumwa tiene una superficie total de 42.81 km², de la cual 41.07 km² corresponden a tierra firme y (4.07%) 1.74 km² es agua.

## Demografía
Según el censo de 2010, había 25023 personas residiendo en Ottumwa. La densidad de población era de 584,48 hab./km². De los 25023 habitantes, Ottumwa estaba compuesto por el 90.15% blancos, el 1.87% eran afroamericanos, el 0.58% eran amerindios, el 0.85% eran asiáticos, el 0.19% eran isleños del Pacífico, el 4.54% eran de otras razas y el 1.81% pertenecían a dos o más razas. Del total de la población el 11.35% eran hispanos o latinos de cualquier raza.